# NBL 1999/00
Die NBL 1999/00 war die 22. Austragung der australasischen National Basketball League. Die mit elf Teams aus Australien ausgetragene Meisterschaft begann am 2. Oktober 1999 und endete am 12. April 2000. Im Finale konnte sich die Perth Wildcats in der Best-of-three-Serie gegen die Victoria Titans in zwei Spielen durchsetzen und damit ihren vierten Meistertitel erringen.

## Modus
Jedes Team trägt in der regulären Saison 14 Heim- und Auswärtsspiele aus. Die in der Endtabelle auf den ersten beiden Plätzen stehenden Teams qualifizieren sich direkt für das Halbfinale. Die dritt- bis sechstplatzierten Teams spielen im Viertelfinale die beiden anderen Halbfinalisten aus. Die Gewinner ziehen ins Finale ein. In allen Runden gilt der best of three-Modus.

## Tabelle
Abschlusstabelle nach Ende der Hauptrunde
- Für das Play-off Halbfinale qualifiziert
- Für das Play-off Viertelfinale qualifiziert

| Pl.  | Team                   | Spiele | Siege | Niederlagen | Siegquote | Punkte+ | Punkte- | Punktedifferenz | Heimbilanz | Auswärtsbilanz |
| ---- | ---------------------- | ------ | ----- | ----------- | --------- | ------- | ------- | --------------- | ---------- | -------------- |
| 01.  | Adelaide 36ers         | 28     | 22    | 6           | 78,57 %   | 2822    | 2470    | +352            | 13:2       | 9:4            |
| 02.  | Townsville Crocodiles  | 28     | 22    | 6           | 78,57 %   | 2960    | 2606    | +254            | 11:3       | 11:3           |
| 03.  | Perth Wildcats         | 28     | 22    | 6           | 78,57 %   | 2677    | 2500    | +177            | 12:1       | 10:5           |
| 04.  | Victoria Titans        | 28     | 20    | 8           | 71,43 %   | 2523    | 2360    | +163            | 11:3       | 9:5            |
| 05.  | Melbourne Tigers       | 28     | 14    | 14          | 50,50 %   | 2767    | 2698    | +69             | 7:7        | 7:7            |
| 06.  | West Sydney Razorbacks | 28     | 12    | 16          | 42,86 %   | 2708    | 2754    | −46             | 8:7        | 4:9            |
| 07.  | Wollongong Hawks       | 28     | 11    | 17          | 39,39 %   | 2581    | 2665    | −84             | 6:9        | 5:8            |
| 08.  | Canberra Cannons       | 28     | 11    | 17          | 39,29 %   | 2552    | 2738    | −186            | 7:7        | 4:10           |
| 09.  | Sydney Kings           | 28     | 11    | 17          | 39,29 %   | 2642    | 2702    | −60             | 5:8        | 6:9            |
| 010. | Brisbane Bullets       | 28     | 7     | 21          | 25,00 %   | 2343    | 2648    | −305            | 6:7        | 1:14           |
| 011. | Cairns Taipans         | 28     | 2     | 26          | 7,14 %    | 2191    | 2625    | −434            | 1:13       | 1:13           |

## Play-offs

### Modus
Die in der Endtabelle auf den ersten beiden Plätzen stehenden Teams qualifizieren sich direkt für das Halbfinale. Die dritt- bis sechstplatzierten Teams spielen im Viertelfinale die beiden anderen Halbfinalisten aus. Die Gewinner ziehen ins Finale ein. In allen Runden gilt der best of three-Modus.

### Spiele
|  | Halbfinale | Halbfinale      | Halbfinale      | Halbfinale | Halbfinale |                       |     | Finale         | Finale | Finale | Finale | Finale |
|  |            |                 |                 |            |            |                       |     |                |        |        |        |        |
|  | 1          | Adelaide 36ers  | 86              | 95         | 89         |                       |     |                |        |        |        |        |
|  | 4          | Victoria Titans | 101             | 72         | 93         |                       |     |                |        |        |        |        |
|  | 4          | Victoria Titans | 101             | 72         | 93         |                       | 3   | Perth Wildcats | 84     | 83     |        |        |
|  |            |                 |                 |            |            |                       | 3   | Perth Wildcats | 84     | 83     |        |        |
|  |            | 4               | Victoria Titans | 78         | 76         |                       |     |                |        |        |        |        |
|  | 2          | 4               | Victoria Titans | 78         | 76         | Townsville Crocodiles | 101 | 101            | 84     |        |        |        |
|  | 2          |                 |                 |            |            |                       |     | 101            | 84     |        |        |        |
|  | 3          | Perth Wildcats  | 104             | 78         | 104        |                       |     |                |        |        |        |        |

## Individuelle Auszeichnungen
- Most Valuable Player der regulären Saison (Andrew Gaze Trophy): Paul Rogers (Perth Wildcats)
- Rookie of the Year: Derek Moore (Sydney Kings)
- Best Defensive Player (Damian Martin Trophy): Darnell Mee (Adelaide 36ers)
- Coach of the Year (Lindsay Gaze Trophy): Ian Stacker (Townsville Crocodiles)
- NBL Most Improved Player: Andrew Goodwin (Townsville Crocodiles)
- NBL Best Sixth Man: Ben Knight (Townsville Crocodiles)
- All-NBL First Team:
  - Brett Maher (Adelaide 36ers)
  - Andrew Gaze (Melbourne Tigers)
  - Sam Mackinnon (Townsville Crocodiles)
  - Mark Bradtke (Melbourne Tigers)
  - Paul Rogers (Perth Wildcats)

- Grand Final Series MVP (Larry Sengstock Medal): Marcus Timmons (Perth Wildcats)